# 富士の巻狩りまつり
富士の巻狩りまつり（ふじのまきがりまつり）は、静岡県富士宮市の白糸の滝を会場に、毎年9月に行われる富士の巻狩りが由来の祭り。

## 概要
白糸の滝や朝霧高原といった源頼朝に由来する場所を中心に行われる。

## 燈回廊
祭りを象徴するイベントである。白糸の滝周辺に何千もの光が灯される。その他、巻狩り鍋などがふるまわれる。

## 大かがり火
日本一と言われるかがり火（主催者発表）に火が灯され、終焉も迎える。富士の巻狩りで狩が行われた朝霧高原で行われる祭りのメインイベントである。